# Си-Клифф
Си-Клифф — деревня, расположенная в городе Ойстер-Бэй в округе Нассо, штат Нью-Йорк, Соединенные Штаты Америки. Согласно переписи населения Соединенных Штатов 2010 года, население деревни составляло 4995 человек. Деревня является частью школьного округа Норт-Шор. По состоянию на 2021 год мэром является Эдвард Либерман, но он отказался баллотироваться на третий срок.